# Alcea angulata
Alcea angulata là một loài thực vật có hoa trong họ Cẩm quỳ. Loài này được Freyn & Sint. mô tả khoa học đầu tiên năm 1901.